# Rumunské Západní Karpaty
Rumunské Západní Karpaty (rumunsky Carpații Occidentali, čti [karpacii okčidentáli], nebo Carpații Apuseni nebo Carpații de Apus), tvoří geomorfologickou provincii Karpat v západní polovině Rumunska. Na severu a západě spadají jejich svahy do Panonské pánve, na východě přecházejí v Transylvánskou vysočinu a na jihovýchodě navazují na Jižní Karpaty (hranici mezi Západními a Jižními Karpatami tvoří údolí řek Timiș, Mehadica a Cerna). Nejjižnější konec východního úpatí se dotýká Dolnodunajské nížiny.
Jejich podstatná část je vápencová, nacházejí se zde jedny z nejpůsobivějších krasových útvarů v Rumunsku. Nejvyšší partie dosahují výšek mezi 1 500 a 2 000 m nad mořem.

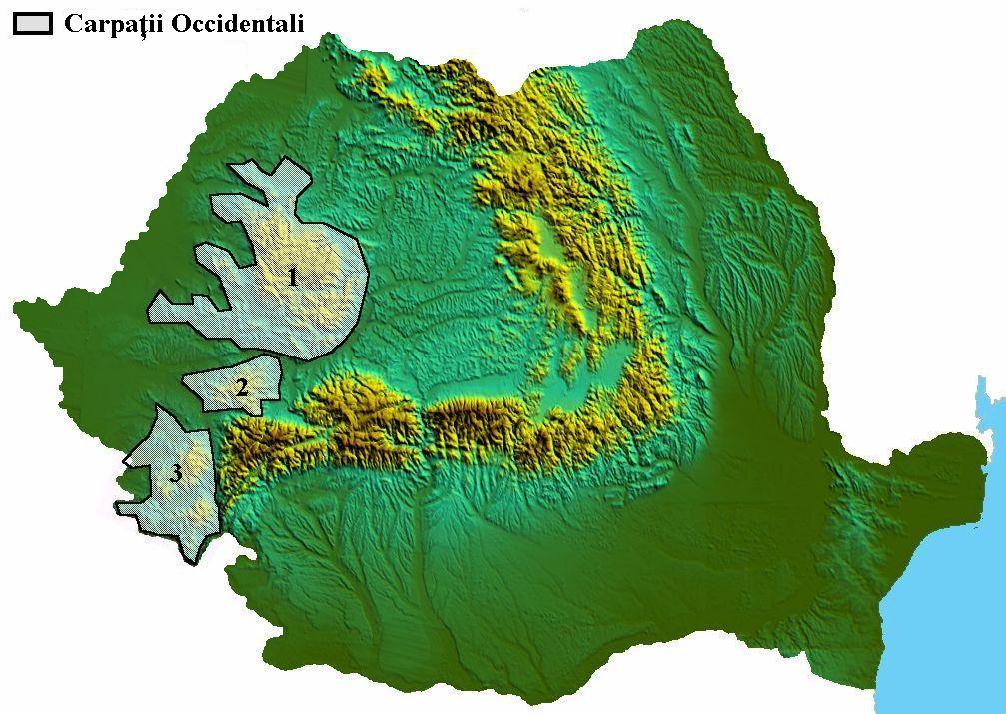
Západní Karpaty v Rumunsku; od severu k jihu složené z dílčích celků:
1. Munții Apuseni
2. Poiana Ruscă
3. Banátské hory

Hlavní částí Rumunských Západních Karpat je pohoří Munții Apuseni. Zpravidla se k Rumunským Západním Karpatům počítají i pohoří Munții Poiana Ruscă a Munții Banatului, navazující na Jižní Karpaty západně.